# Skeleton-Europameisterschaft 2015
Die 21. Skeleton-Europameisterschaft fand am 30. Januar 2015 in La Plagne (Männer) und am 8. Februar 2015 in Igls (Frauen) statt und wurde parallel zum sechsten (Männer) bzw. siebten (Frauen) von acht Weltcup-Saisonrennen ausgetragen. Ursprünglich sollte das Rennen der Frauen am 31. Januar ebenfalls in La Plagne stattfinden, wo auch die Bob-Europameisterschaft 2015 ausgetragen wurde. Durch die Austragung der Europameisterschaft während eines Weltcups galten für die Rennen die Weltcupregeln.
Nach Durchführung des ersten Laufs der Männer am 30. Januar wurde wegen der schlechten Bahnbedingungen der zweite Lauf abgesagt und der Stand nach dem ersten Durchgang als Ergebnis gewertet. Martins Dukurs gewann somit seinen sechsten EM-Titel in Folge, Olympiasieger Alexander Tretjakow gewann Silber vor Tomass Dukurs.
Das für den 31. Januar geplante Rennen der Frauen wurde wegen inakzeptabler Bahnbedingungen noch vor dem Start abgesagt. Als Nachholrennen wurde daraufhin für den 8. Februar ein zweites Rennen am nächsten Weltcuport Igls festgelegt. Dort gewann Olympiasiegerin Elizabeth Yarnold ihre erste EM-Medaille vor Titelverteidigerin Janine Flock sowie Rose McGrandle.
Die Zahlen in den Klammern hinter den Namen geben die Platzierungen beim gleichzeitig gewerteten Weltcuprennen an, an dem auch Nichteuropäer teilnahmen. Die Zahlen bei den Laufzeiten der Frauen beziehen sich dagegen auf die EM-Wertung.

## Frauen
| Platz | Sportlerin               | Land                   | Laufzeiten            | Zeit          |
| ----- | ------------------------ | ---------------------- | --------------------- | ------------- |
| 1     | Elizabeth Yarnold (1)    | Vereinigtes Königreich | 54,52 (1) 54,32 (1)   | 1:48,84       |
| 2     | Janine Flock (2)         | Österreich             | 54,70 (6) 54,44 (2)   | 1:49,14 +0,30 |
| 3     | Rose McGrandle (3)       | Vereinigtes Königreich | 54,68 (4) 54,55 (3)   | 1:49,23 +0,39 |
| 4     | Marija Orlowa (4)        | Russland               | 54,59 (2) 54,78 (5)   | 1:49,37 +0,53 |
| 5     | Tina Hermann (5)         | Deutschland            | 54,60 (3) 54,83 (6)   | 1:49,43 +0,59 |
| 6     | Marina Gilardoni (6)     | Schweiz                | 54,79 (7) 54,77 (4)   | 1:49,56 +0,72 |
| 7     | Laura Deas (7)           | Vereinigtes Königreich | 54,68 (4) 54,98 (7)   | 1:49,66 +0,82 |
| 8     | Anja Selbach (8)         | Deutschland            | 54,87 (9) 55,01 (9)   | 1:49,88 +1,04 |
| 9     | Jelena Nikitina (9)      | Russland               | 54,95 (10) 55,01 (9)  | 1:49,95 +1,11 |
| 10    | Maria Mazilu (10)        | Rumänien               | 54,84 (8) 55,19 (12)  | 1:50,03 +1,19 |
| 11    | Sophia Griebel (12)      | Deutschland            | 55,27 (14) 54,99 (8)  | 1:50,26 +1,42 |
| 12    | Joska Le Conté (13)      | Niederlande            | 55,26 (13) 55,04 (11) | 1:50,30 +1,46 |
| 13    | Lelde Priedulēna (15)    | Lettland               | 55,06 (11) 44,37 (14) | 1:50,43 +1,59 |
| 14    | Swetlana Wassiljewa (16) | Schweiz                | 55,13 (12) 55,33 (13) | 1:50,46 +1,62 |

Datum: 8. Februar 2015

Am Start waren 19 Athletinnen, von denen 14 in die EM-Wertung eingingen.

## Männer
| Platz | Sportler                   | Land                   | Zeit          |
| ----- | -------------------------- | ---------------------- | ------------- |
| 1     | Martins Dukurs (1)         | Lettland               | 59,77         |
| 2     | Alexander Tretjakow (2)    | Russland               | 1:00,17 +0,40 |
| 3     | Tomass Dukurs (3)          | Lettland               | 1:00,64 +0,87 |
| 4     | Christopher Grotheer (4)   | Deutschland            | 1:00,75 +0,98 |
| 5     | Nikita Tregubow (5)        | Russland               | 1:00,79 +1,02 |
| 6     | Sergei Tschudinow (6)      | Russland               | 1:00,90 +1,13 |
| 7     | Axel Jungk (7)             | Deutschland            | 1:00,91 +1,14 |
| 8     | Dominic Parsons (10)       | Vereinigtes Königreich | 1:01,27 +1,50 |
| 9     | Kilian von Schleinitz (11) | Deutschland            | 1:01,30 +1,53 |
| 10    | Mattia Gaspari (15)        | Italien                | 1:01,65 +1,88 |
| 11    | Raphael Maier (17)         | Österreich             | 1:01,78 +2,01 |
| 12    | Matthias Guggenberger (18) | Österreich             | 1:01,94 +2,17 |
| 13    | Ronald Auderset (20)       | Schweiz                | 1:02,15 +2,38 |
| 14    | Alexandros Kefalas (23)    | Griechenland           | 1:02,91 +3,14 |
| 14    | Ander Mirambell (23)       | Spanien                | 1:02,91 +3,14 |
| 16    | Marin Bangiew (–)          | Bulgarien              | 1:03,80 +4,03 |
| 17    | Dorin Dumitru Velicu (26)  | Rumänien               | 1:04,86 +5,09 |

Datum: 30. Januar 2015

Es waren 27 Piloten am Start, von denen 17 in die EM-Wertung eingingen.  Marin Bangiew nahm nur im Rahmen der EM und nicht am Weltcuprennen teil.